# Dona (Lied)
Dona (mazedonisch: Дона; deutsch: Dame) ist ein Lied der mazedonischen Sängerin Kaliopi. Sie hat mit diesem Lied Mazedonien beim Eurovision Song Contest 2016 vertreten.

## Hintergrund
Am 24. November 2015 verkündete der mazedonische Fernsehsender Makedonska Radio-Televizija, dass Kaliopi, die das Land schon 2012 repräsentierte, erneut für Mazedonien beim Eurovision Song Contest antreten werde. Am 16. Februar 2016 wurde berichtet, dass sie das Lied Dona singen wird. Am 7. März 2016 wurde es schließlich der Öffentlichkeit präsentiert. Der Song wurde von Romeo Grill komponiert, der Text stammt von der Sängerin selbst.